# Fiordimonte
Fiordimonte là một đô thị ở tỉnh Macerata ở vùng Marche, có vị trí cách khoảng 70 km về phía tây nam của Ancona và khoảng 40 km về phía tây nam của Macerata. Tại thời điểm ngày 31 tháng 12 năm 2004, đô thị này có dân số 234 người và diện tích là 21,2 km².
Fiordimonte giáp các đô thị: Acquacanina, Fiastra, Pieve Torina, Pievebovigliana, Visso.